# Узкая (приток Щапины)
Узкая — река на полуострове Камчатка в России.
Длина реки — 16 км. Впадает в реку Щапина справа на расстоянии 95 км от устья.
По данным государственного водного реестра России относится к Анадыро-Колымскому бассейновому округу.
- Код водного объекта 19070000112120000014090